# Константиново (Бургасская область)
Константиново (болг. Константиново) — село в Бургасской области Болгарии. Входит в состав общины Камено. Находится примерно в 17 км к югу от центра города Камено и примерно в 15 км к юго-западу от центра города Бургас. По данным переписи населения 2011 года, в селе  проживало 330 человек.

## Население
| Год     | 1934 | 1946 | 1956 | 1965 | 1975 | 1985 | 1992 | 2001 | 2011 |
| ------- | ---- | ---- | ---- | ---- | ---- | ---- | ---- | ---- | ---- |
| Жителей | 733  | 898  | 914  | 703  | 464  | 375  | 380  | 346  | 330  |

| Национальность | Человек | Процент |
| -------------- | ------- | ------- |
| болгары        | 313     | 96,31%  |
| другие         | 12      | 3,69%   |
| Всего ответов  | 325     |         |

|  |